# Gecombineerde Oost- en West-Eskamppolders
Het waterschap Gecombineerde Oost- en West-Eskamppolders was een waterschap in de gemeente Loosduinen (Den Haag) in de Nederlandse provincie Zuid-Holland.
Het waterschap was in 1858 ontstaan uit:
- de Oost-Eskamppolder
- de West-Eskamppolder

Het waterschap was verantwoordelijk voor de waterhuishouding in de polder.